# Танк (фильм)
«Танк» (англ. Tank) — американский боевик с элементами комедии и драмы, снятый Марвином Чомски по собственному сценарию в 1984 году.

## Сюжет
Прибывший к своему последнему месту службы дивизионный сержант, пытаясь защитить девушку, вступает в конфликт с местным заместителем шерифа. Коррумпированный шериф в отместку сажает в тюрьму невиновного сына сержанта — школьника. Не найдя законных методов борьбы с шерифом, сержант садится за рычаги своего собственного танка «Шерман», который он купил на свалке металлолома и восстановил вместе со своими сыновьями. На танке он наводит свой порядок в провинциальном городке. Освободив сына из тюрьмы, он прорывается с ним в соседний штат, чтобы добиться правды.

## В ролях
| Актёр            | Роль                      |
| ---------------- | ------------------------- |
| Джеймс Гарнер    | сержант Зак Кэри          |
| Ширли Джонс      | ЛаДонна Кэри              |
| С. Томас Хауэлл  | Уильям "Билли" Кэри       |
| Марк Херриер     | Джерри Эллиотт            |
| Сэнди Уорд       | генерал Хьюбик            |
| Дженили Харрисон | Сара                      |
| Джеймс Кромвелл  | заместитель шерифа Бейкер |
| Дориан Хэрвуд    | сержант Эд Типпет         |
| Дж. Д. Спрадлин  | шериф Бьюлтон             |
| Джон Хэнкок      | сержант Джонсон           |

## Интересные факты
- Слоган: «Джеймс Гарнер на войне — и водит танк „Шерман“» («James Garner’s at war — and driving a Sherman Tank»).
- Фильм снимался на базе Армии США в Форте Беннинг, Джорджия.
- В фильме Клинта Иствуда «Космические ковбои» персонаж Джеймса Гарнера, отставной капитан Салливан, ныне баптистский проповедник, носит прозвище «Танк».